# Horst Plischke
Horst Plischke (né le 12 juillet 1939 à Braunau et mort le 19 novembre 1962 à Berlin ) est une des victimes du mur de Berlin. Il s'est noyé en tentant de fuir l'Allemagne de l'Est.

## Biographie
Au matin du 19 novembre  1962, Horst Plischke a décidé de Potsdam pour rejoindre Berlin-Ouest. Il est rentré dans l'eau de la Havel au nord du pont de Glienicke et a essayé de la traverser à la nage. Il a été découvert vers 3 h 30 par des gardes-frontières postés à proximité qui ont tiré plusieurs coups de feu sur le fugitif sans l'atteindre. Une opération de recherche  par les troupes frontalières de la RDA sur les rives de la Havel a échoué. Quatre mois plus tard, le 16 mars 1963, deux gardes-frontières découvrent un corps sur la rive du Jungfernsee. Dans une poche, ils ont trouvé les papiers d'identité de Horst Plischke et son ordre d'appel au service militaire avec l'Armée nationale populaire. Après l'autopsie, les autorités de la RDA ont déterminé que Horst Plischke s'était noyé sans avoir été touché par une balle. Horst Plischke était alors âgé de 19 ans. La montre du fugitif a permis de dater le décès.
Ce n'est qu'en 1994, après la réunification allemande, que des documents relatant l'incident ont été découverts. Les investigations du ministère public ont été abandonnées en 1995, de sorte qu'il n'y a pas eu d´ínvestigations.